# Alin Florin Cioancă
Alin Florin Cioancă, né le 21 mai 1988 à Bistrița, est un fondeur roumain.

## Biographie
Venant du village Piatra Fântânele, il commence le ski de fond à l'âge de 10 ans et la compétition à 13 ans.
Membre du club du CSM Bistrita, il court les courses de la FIS à partir de 2011 et les Championnats du monde junior à partir de 2013. Son premier rendez-vous majeur chez les séniors a lieu en 2017 avec les Championnats du monde à Lahti, où son meilleur résultat individuel est 56e sur le sprint.
En janvier 2018, il réalise sa meilleure performance en atteignant la finale du sprint des Championnats du monde des moins de 23 ans à Goms, qu'il achève au sixième rang.
Aux Jeux olympiques d'hiver de 2018 à Pyeongchang, il arrive 45e du sprint, 40e du quinze kilomètres libre et 15e au sprint par équipes. Il remporte sa seule course internationale dans la Coupe des Balkans en mars 2018, un dix kilomètres libre.

## Palmarès

### Jeux olympiques
| Épreuve / Édition   | Sprint                           | Sprint    | 15 km | 15 km                            | Skiathlon 2 × 15 km | 50 km | Relais | Relais    |
| Épreuve / Édition   | libre                            | classique | libre | classique                        | Skiathlon 2 × 15 km | 50 km | Sprint | 4 × 10 km |
| JO 2018 Pyeongchang | Épreuve inexistante à cette date | 45e       | 40e   | Épreuve inexistante à cette date | -                   | -     | 15e    | —         |

Légende :
- : pas d'épreuve
- — : Non disputée par Cioancă

### Championnats du monde
| Épreuve / Édition   | Sprint | Sprint                           | 15 km                            | 15 km     | Skiathlon 2 × 15 km | 50 km | Relais | Relais    |
| Épreuve / Édition   | libre  | classique                        | libre                            | classique | Skiathlon 2 × 15 km | 50 km | Sprint | 4 × 10 km |
| Mondiaux 2017 Lahti | 56e    | Épreuve inexistante à cette date | Épreuve inexistante à cette date | 72e       | -                   | -     | 21e    | 14e       |

Légende :
- : pas d'épreuve
- — : Non disputée par Cioancă